# Kanton Poissy-Sud
Der Kanton Poissy-Sud war von 1967 bis 2015 ein französischer Wahlkreis im Arrondissement Saint-Germain-en-Laye, im Département Yvelines und in der Region Île-de-France; sein Hauptort war Poissy.

## Gemeinden
Der Kanton umfasste den südlichen Teil der Stadt Poissy (angegeben ist hier die Gesamteinwohnerzahl der Stadt. Im Kanton lebten etwa 11.600 Einwohner) sowie weitere fünf Gemeinden:
| Gemeinde           | Einwohner Jahr | Fläche km² | Bevölkerungsdichte | Code INSEE | Postleitzahl |
| ------------------ | -------------- | ---------- | ------------------ | ---------- | ------------ |
| Les Alluets-le-Roi | 1.229 (2013)   | 7,39       | 166 Einw./km²      | 78010      | 78580        |
| Crespières         | 1.561 (2013)   | 14,91      | 105 Einw./km²      | 78189      | 78121        |
| Davron             | 317 (2013)     | 5,95       | 53 Einw./km²       | 78196      | 78810        |
| Morainvilliers     | 2.620 (2013)   | 7,24       | 362 Einw./km²      | 78431      | 78630        |
| Orgeval            | 5.985 (2013)   | 15,33      | 390 Einw./km²      | 78466      | 78630        |
| Poissy             | 37.461 (2013)  | –          | – Einw./km²        | 78498      | 78300        |